# Het Witte Paard (Rotterdam)
Het Witte Paard is een horecapand uit 1922 aan de Groenezoom 245 in de Nederlandse stad Rotterdam. Het pand is een gemeentelijk monument.

## Geschiedenis
Het gebouw is ontworpen door Herman de Roos en Willem Overeijnder en werd in de zomer van 1922 opgeleverd. De familie De Koning opende nog datzelfde jaar in het gebouw het restaurant en hotel Het Witte Paard. Deze naam was bedacht door K.G. Van der Mandele, initiatiefnemer van de bouw van het tuindorp Vreewijk.
Vanaf 1962 werd het restaurant uitgebaat door de familie van der Weerd. Zij slaagden er in om de reeds in 1959 verkregen Michelinster tot 1965 te handhaven.
In 1980 brandde het dak af, waarna de schade werd hersteld. Het beheer van het pand kwam in handen van N.V. Maatschappij voor Volkshuisvesting Vreewijk. Dienstencentrum Vreewijk was van 1982 tot 2009 de huurder.
Na een restauratie vestigde zich in 2009 het restaurant RoosMarijn in het gebouw. Ook bood het gebouw vanaf dat moment ruimte aan het Podium Vreewijk. In 2020 ging het restaurant failliet vanwege de coronacrisis. Begin 2021 werden nieuwe uitbaters voor het restaurantgedeelte gevonden.
Het gebouw is anno 2025 in eigendom bij Stichting Volkskracht Historische Monumenten.

## Galerij

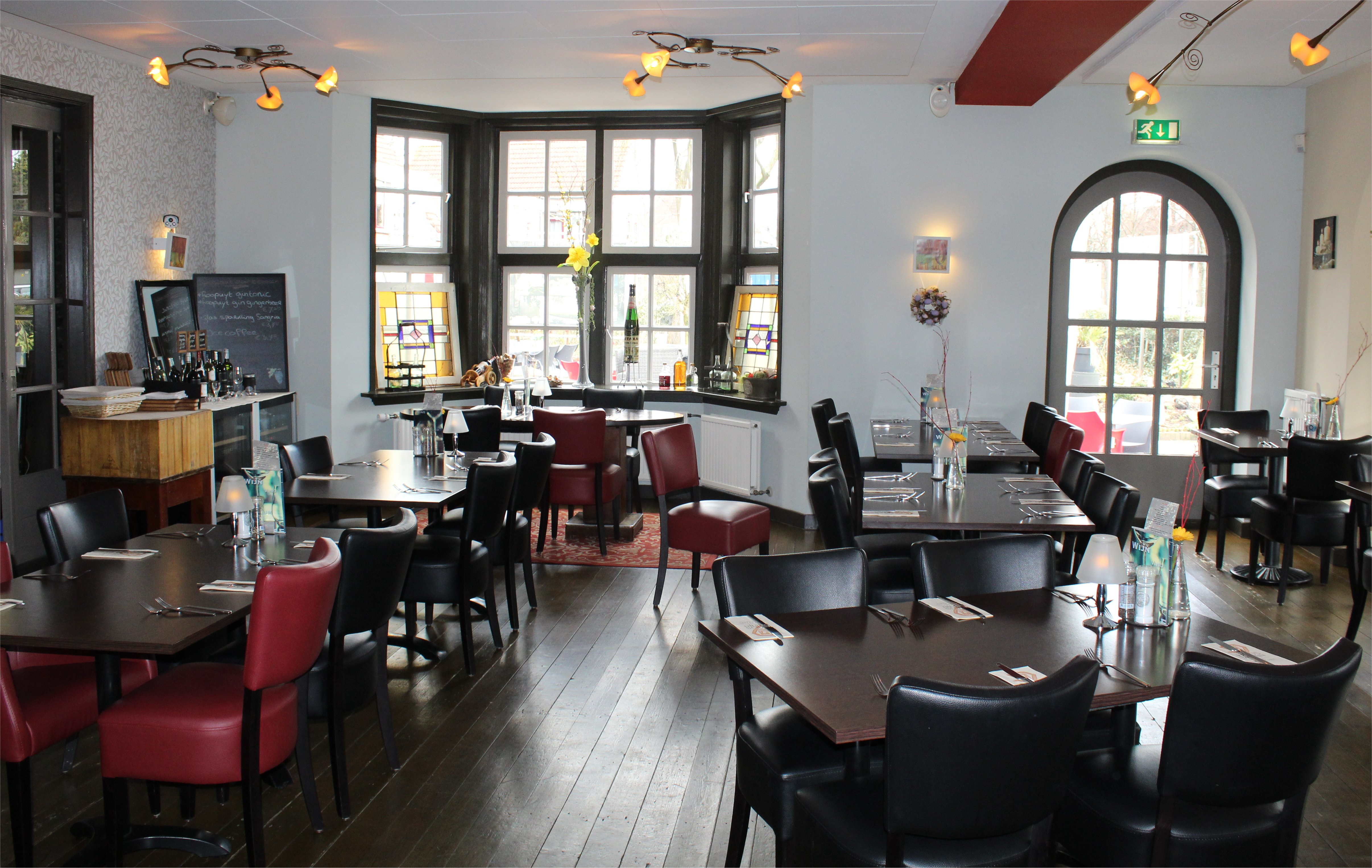
Interieur (2018)
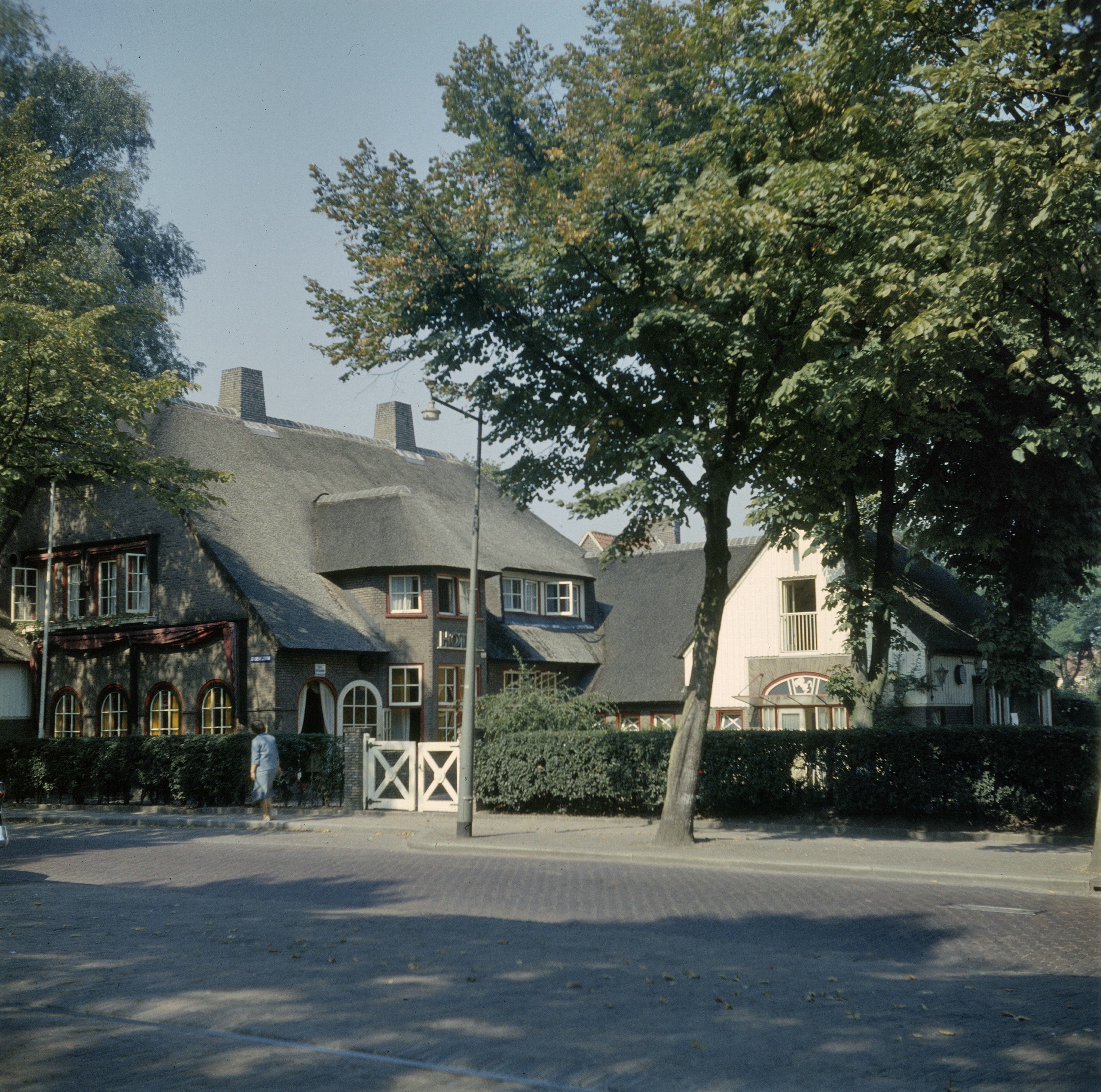
Het Witte Paard (1958)